# 馬蘊雯
馬 蘊雯（マ ウンブン、簡体字表記:马蕴雯、ラテン翻記:Yunwen Ma、1986年10月19日 - ）は、中国の女子バレーボール選手。中国代表。

## 来歴
上海市出身。幼年期はバスケットボールに興じたが、2000年に上海市バレーボールチーム青少年団に入団。2003年にトップチームのメンバーとなる。
2005年に中国代表入りし、ワールドグランプリで代表デビューを果たした。
2008年の北京オリンピックでは銅メダルを獲得。2010年の世界選手権ではチームは10位に沈んだが、蘊雯はベストスパイカー部門2位、ベストブロッカー部門6位 と気を吐いた。2011年のワールドカップでも銅メダルを獲得した。2012年、ロンドンオリンピックに出場した。
2013/14シーズンは、アゼルバイジャン・スーパーリーグのイトゥサチ・バクーに移籍する。

## 球歴
- 中国代表 - 2005年-
- 受賞歴
  - 2010年 - アジア競技大会 ベストアタッカー